# 不谈爱情 (中篇小说)
《不谈爱情》，池莉的中篇小说。
池莉的长篇小说有：《不谈爱情》、《太阳出世》、《烦恼人生》（人生三部曲）。

## 内容
庄建飞和吉玲，两个青年干柴烈火，因情欲而结婚，结婚之后，一次吵架，闹得不可收拾，惊动各自的父母、同事、单位上级，两人最后服软，没有离婚。

## 角色
- 庄建非：知识分子家庭出身，妻子吉玲，两人因情欲而结婚，后来曾争吵。

- 庄建亚：庄建非的妹妹，30多岁未婚女性，一直在寻找所谓“爱情”。

- 吉玲：丈夫庄建非。

- 梅莹：中年职业女性，成熟迷人、强健干练，庄建飞的情人，两人经常偷情，但是她并没有因为性而放弃家庭、事业。

## 主题和风格
《不谈爱情》通过庄建非和吉玲的婚姻，讲述了现实世界婚姻和家庭不以“爱情”为基础，更多的是社会关系、世俗利益。
《不谈爱情》里也通过塑造“梅莹”讲述现代中国大陆社会的一群职业女性，早期因为学业和事业打拼，忽略了性需求，当她事业成功之时，养情人以满足自己曾经忽略的性需求，但是她们又头脑清醒，并不因为性而离婚不要家庭和事业。
《不谈爱情》表明作者对爱情的态度是“不谈爱情，谈残酷竞争的现实物质社会的生存法则，而不是精神层面的所谓‘爱情’。”
柴米油盐、吃喝拉撒更加现实，而不是徒劳寻觅所谓花前月下诗情画意的“爱情”。

## 改编作品
《不谈爱情》和《太阳出世》被合起来改编成电视剧《不谈爱情》，导演梁天、于洋出演庄建非，陈丽娜出演吉玲。

## 译著
《不谈爱情》的英文版本是：，曾参加法兰克福书展。